# Alcis korearmia
Alcis korearmia är en fjärilsart som beskrevs av Felix Bryk 1948. Alcis korearmia ingår i släktet Alcis och familjen mätare. Inga underarter finns listade i Catalogue of Life.